# 미스터 우드콕
《미스터 우드콕》(영어: Mr. Woodcock)은 미국에서 제작된 크레이그 길레스피 감독의 2007년 코미디 영화이다. 빌리 밥 손턴, 숀 윌리엄 스콧, 수전 서랜던, 에이미 폴러, 이선 수플리 등이 출연하였다. 대체로 부정 평가를 받았다.

## 줄거리
유명한 자기 계발서 작가 존은 상을 받으러 네브래스카주 고향으로 돌아오자마자 아버지와 사별한 어머니 베벌리가 고등학교 때 자신을 괴롭힌 체육 교사 재스퍼 우드콕과 교제 중이라는 사실을 알게 된다.
급기야 둘이 약혼까지 해버리자 존은 우드콕이 어머니에게 마땅한 상대가 아니라고 증명하기 위해 온갖 경쟁에서 우드콕을 이기려고 기를 쓴다.

## 출연
- 빌리 밥 손턴 - 재스퍼 우드콕 역
- 숀 윌리엄 스콧 - 존 팔리 역
- 수전 서랜던 - 베벌리 팔리 역
- 이선 수플리 - 네더먼, 존의 절친 역
- 에이미 폴러 - 매기 호프먼 역
- 멀리사 세이지밀러 - 트레이시 데트와일러, 존의 전 동급생 역
- 빌 메이시 - 우드콕의 아버지 역
- 타이라 뱅크스 - 본인 역
- 멀리사 리오 - 샐리 잰슨 역
- 제니퍼 애스펀 - 신디 역
- 앨리신 애슐리 암 - 스카우트 소녀 역
- M. C. 게이니 - 이발사 핼 역

## 기타 제작진
- 총괄 제작: 토비 에머릭